# Kraków Sanktuarium
Kraków Sanktuarium – przystanek osobowy w krakowskich Łagiewnikach, w województwie małopolskim, zbudowany do obsługi krakowskich sanktuariów: Sanktuarium Bożego Miłosierdzia oraz Centrum Jana Pawła II, centrum handlowego przy ulicy Zakopiańskiej i pobliskiej zabudowy mieszkaniowej podczas Światowych Dni Młodzieży 2016 i na potrzeby Szybkiej Kolei Aglomeracyjnej.

## Ruch pasażerski
| Rok  | Wymiana pasażerska na dobę |
| ---- | -------------------------- |
| 2017 | 50–99                      |
| 2022 | 100–149                    |

## Historia
PKP PLK ogłosiły przetarg na budowę przystanku w trybie „projektuj i buduj” w listopadzie 2015 roku, a zakończenie inwestycji, której szacowany koszt wynosi 28 mln zł, zaplanowano w listopadzie 2016 roku. Jednocześnie sam przystanek został uruchomiony przed Światowymi Dniami Młodzieży. Zakres prac zakładał budowę dwóch peronów jednokrawędziowych o długości 200 m i szerokości 9 m wraz z zadaszeniami, systemem informacji pasażerskiej, oświetleniem i nagłośnieniem. W bezpośrednim sąsiedztwie przystanku zaplanowano parking P&R na 60 samochodów osobowych oraz parkingi na 110 rowerów. 30 marca została zawarta umowa z firmą Sanel. Prace budowlane ruszyły w kwietniu. Oddanie peronów wraz z infrastrukturą, parkingu dla osób niepełnosprawnych oraz kładki dla pieszych po stronie południowej zaplanowano do 30 czerwca 2016, a oddanie kładki stronie północnej peronów do 30 września 2016 r. Otwarcie przystanku nastąpiło 24 lipca 2016 r.

## Galeria

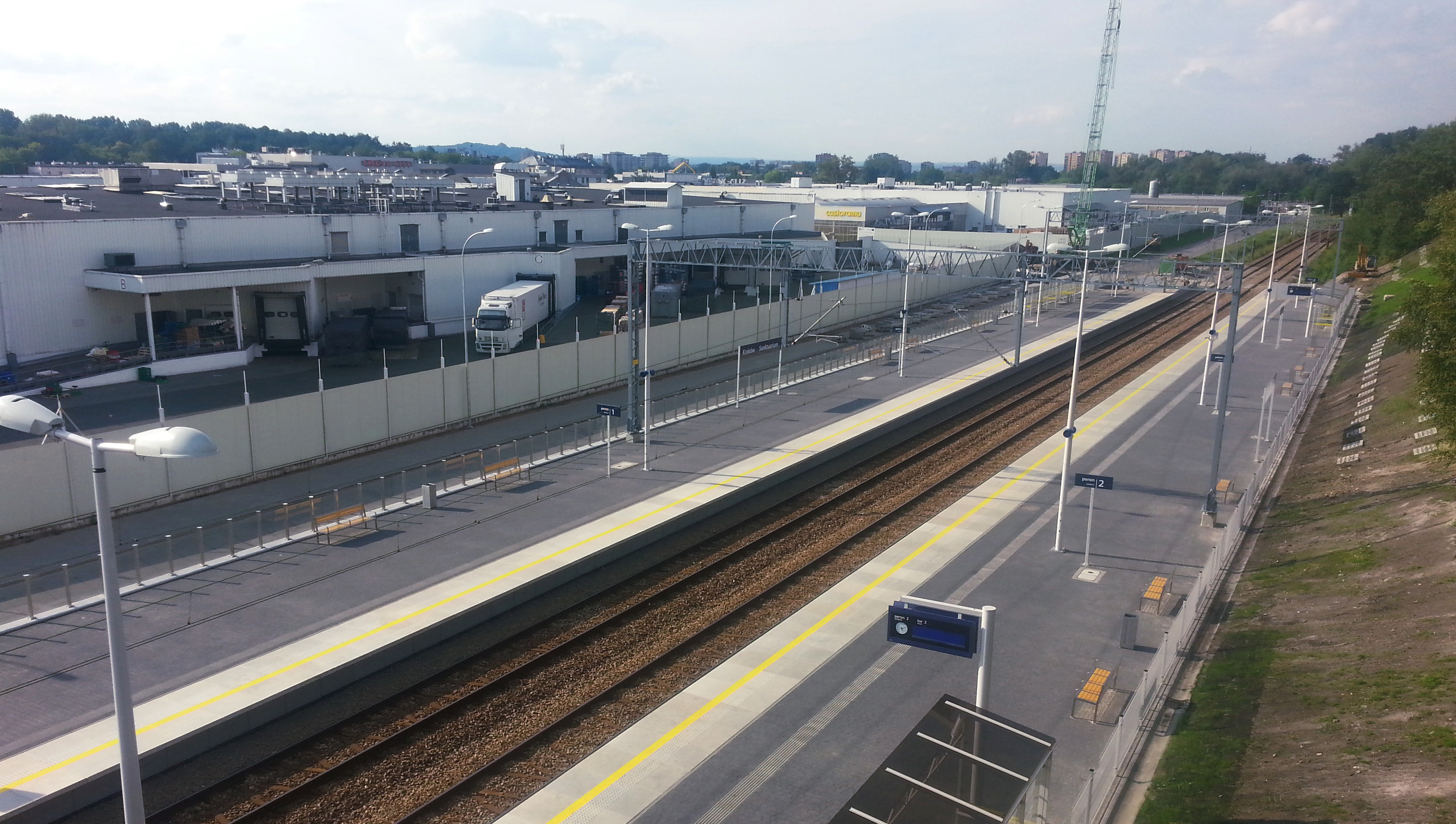
Widok na perony
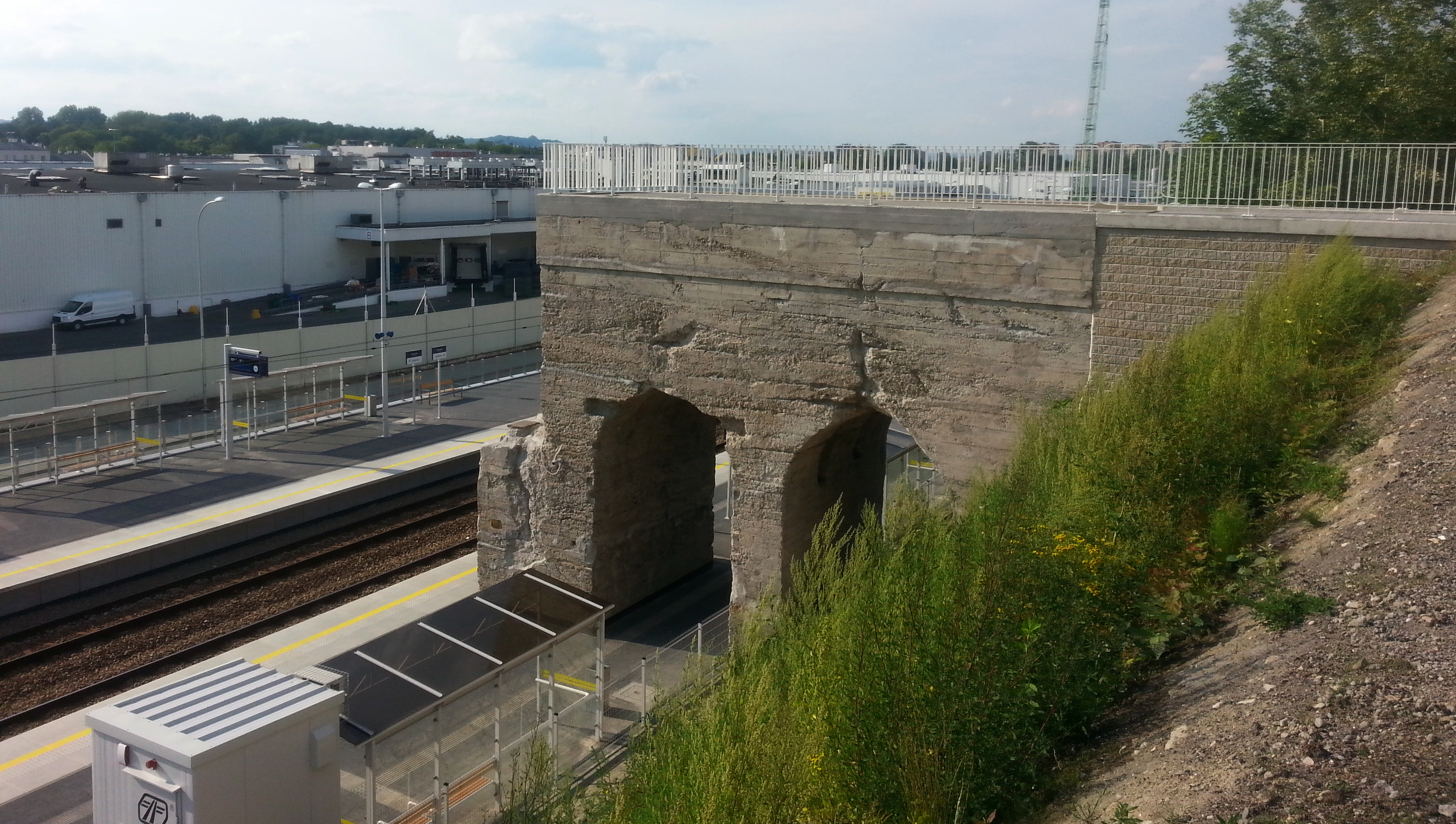
Przyczółek wiaduktu dawnej kolejki wąskotorowej